# Бог смерти

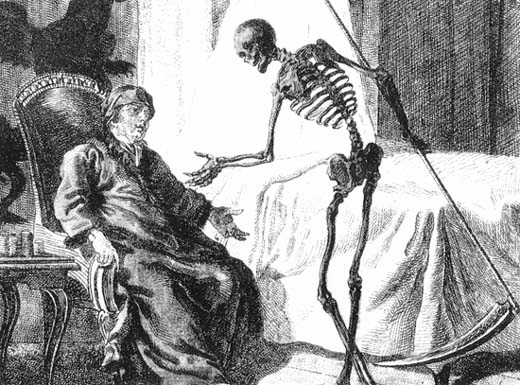
Западное описание Смерти как скелета, несущего косу

Боги смерти — божества различных религий, связанные со смертью: проводников душ, подземных божеств и богов загробных миров. Этот термин относится к божествам, которые либо собирают души умерших, либо господствуют над мёртвыми, а не тех богов, которые определяют момент смерти. Тем не менее, все эти виды будут включены в эту статью.
Во многих культурах Бог смерти включён в их мифологию и религию. Смерть, как и рождение, является одной из основных частей человеческой жизни, поэтому эти божества зачастую могут быть одними из самых важных божеств религии. В небольшом количестве религий с единственным сильным божеством, как источник вероисповедания, бог смерти — антагонистическое божество, против которого борется первичное божество. Соответствующий термин культа смерти чаще всего используется как унижающее слово, чтобы обвинить определённые группы в нравственно-отвратительных методах, которые не устанавливают ценности на человеческой жизни, или которые, кажется, прославляют смерть как нечто положительное само по себе. В отношении культов, содержащих элементы поклонения божествам смерти (преимущественно оккультного толка) иногда также применяется термин «танатолатрия».

## Происхождение
В политеистических религиях или мифологиях, в которых есть сложная система божеств, управляющих различными естественными явлениями и аспектами человеческой жизни, часто имеется божество, которому назначается функция осуществления контроля над смертью. Включение такого «ведомственного» божества смерти в пантеизме не обязательно.
В богословии монотеистической религии один бог управляет и жизнью и смертью. Однако практически это проявляется в различных ритуалах и традициях и изменяется согласно многим факторам, включая географию, политику, традиции и влияние других религий.

## Список богов смерти

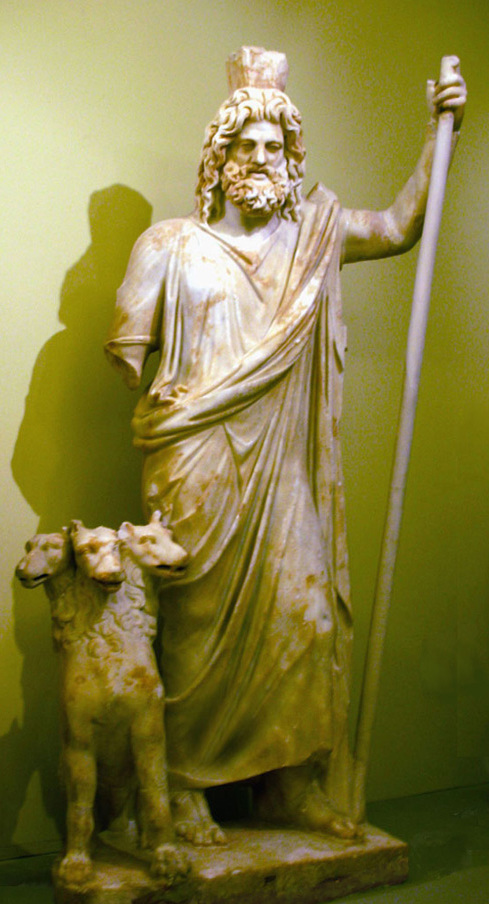
Греческий Аид (у римлян Плуто́н)

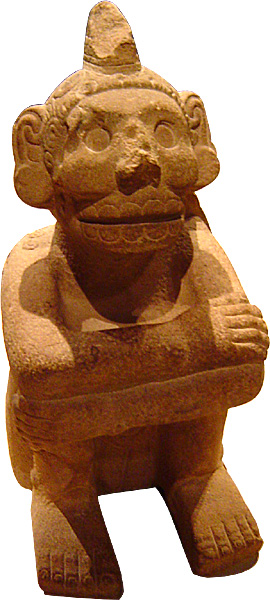
Миктлантекутли в мифологии ацтеков

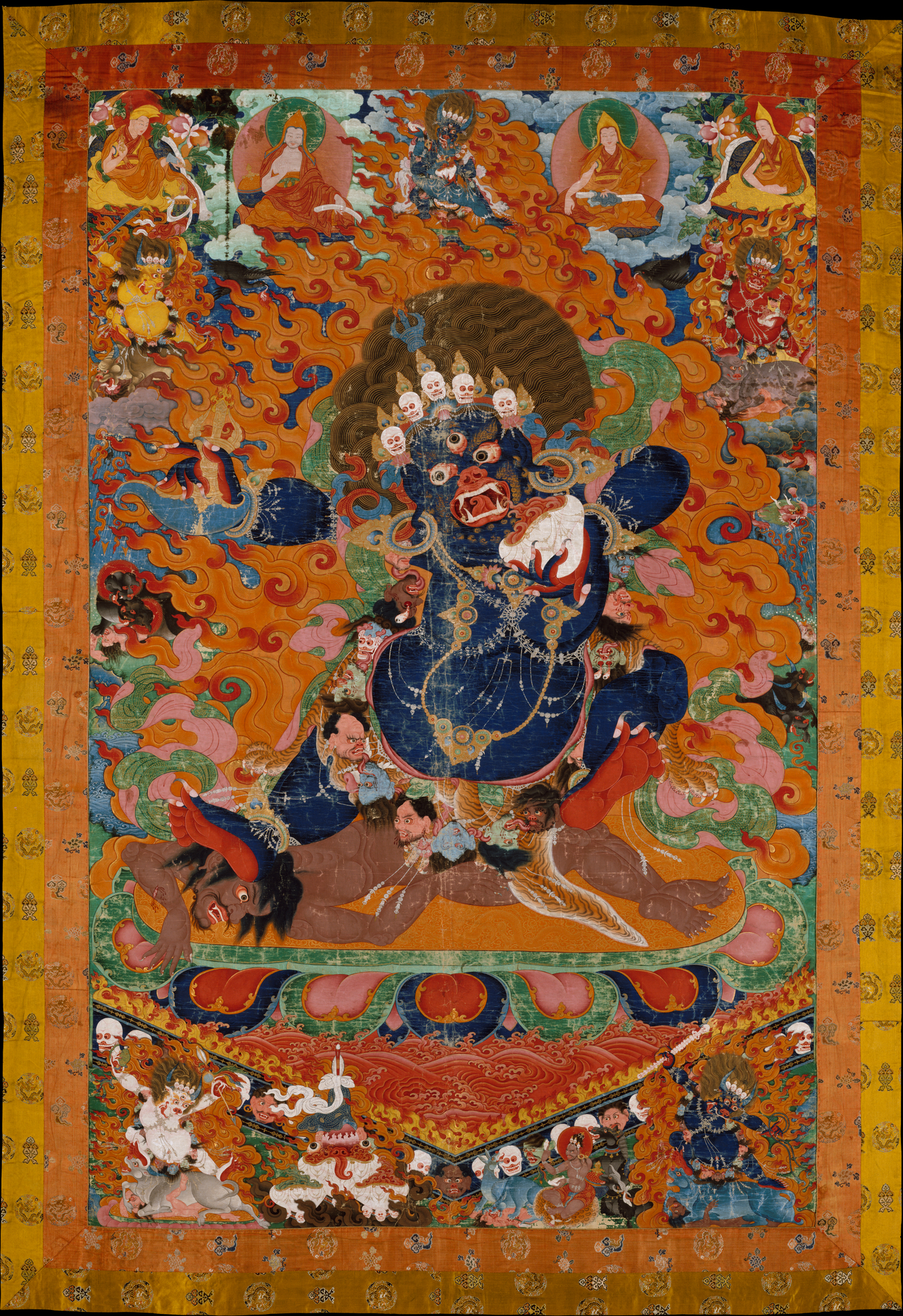
Тибетский Яма

| Имя божества                                                               | Культура / Религия                                                                    |
| -------------------------------------------------------------------------- | ------------------------------------------------------------------------------------- |
| Грох                                                                       | Армянская мифология                                                                   |
| Миктлантекутли                                                             | Мифология ацтеков                                                                     |
| Эрешкигаль                                                                 | Вавилонская мифология                                                                 |
| Нергал                                                                     | Вавилонская мифология                                                                 |
| Бабалу Айе (также известный как Омолу, Сонпонно, Обалую, Сакпана, Сакпата) | Йоруба, афро-бразильские религиозные системы, такие как Умбанда, Сантерия и Кандомбле |
| Яма (индуизм), Яма (буддизм)                                               | Буддизм, индуизм, китайская мифология, Буддизм в Японии                               |
| Мара                                                                       | Буддизм                                                                               |
| Мот                                                                        | Ханаан                                                                                |
| Морриган                                                                   | Кельтская мифология                                                                   |
| Анубис                                                                     | Древний Египет                                                                        |
| Осирис                                                                     | Древний Египет                                                                        |
| Туони                                                                      | Карело-финская мифология                                                              |
| Танатос                                                                    | Древняя Греция                                                                        |
| Аид                                                                        | Древняя Греция                                                                        |
| Гхид (также известная как Гуед), также Барон Самди (Барон суббота)         | Вуду                                                                                  |
| Гуайота                                                                    | гуанчи                                                                                |
| Огбунабали                                                                 | Мифология Игбо                                                                        |
| Идзанами                                                                   | Японская мифология (Синтоизм)                                                         |
| Эмма                                                                       | Японская мифология                                                                    |
| Синигами                                                                   | Фантастические произведения японского искусства                                       |
| Хине-нуи-те-по                                                             | Мифология маори                                                                       |
| Апух                                                                       | Мифология майя                                                                        |
| Санта Муэрте                                                               | Мексика                                                                               |
| Грим Рипер (англ. Grim Reaper)                                             | Северная Америка                                                                      |
| Маржана (также известная как Морана, Морена, Мара)                         | Славянская религия                                                                    |
| Морс                                                                       | Древнеримская религия                                                                 |
| Плутон                                                                     | Древнеримская религия                                                                 |
| Оркус                                                                      | Древнеримская религия                                                                 |
| Диспатер                                                                   | Древнеримская религия                                                                 |
| Хель                                                                       | Германо-скандинавская мифология                                                       |
| ангел Азраил                                                               | Иудаизм и ислам                                                                       |
| Эрлик                                                                      | Тенгрианство                                                                          |